# Andrea Orlando
Andrea Orlando (ur. 8 lutego 1969 w La Spezii) – włoski polityk, działacz partyjny, parlamentarzysta, od 2013 do 2014 minister środowiska w rządzie Enrica Letty, w latach 2014–2018 minister sprawiedliwości w rządach Matteo Renziego oraz Paola Gentiloniego, od 2021 do 2022 minister pracy i polityki społecznej w gabinecie Maria Draghiego.

## Życiorys
Uzyskał wykształcenie średnie, kończąc liceum egzaminem maturalnym. Został etatowym działaczem partyjnym, od 1989 kierował prowincjonalnymi strukturami organizacji młodzieżowej przy Włoskiej Partii Komunistycznej. Od 1990 był radnym miejskim w La Spezii. W 1991 przystąpił do powołanego na bazie PCI nowego ugrupowania – Demokratycznej Partii Lewicy. W latach 1997–2002 był asesorem w administracji miejskiej. Wraz z PDS przystąpił do Demokratów Lewicy, stopniowo awansując w partyjnej hierarchii.
Mandat poselski po raz pierwszy uzyskał w 2006 do Izby Deputowanych XV kadencji. Utrzymywał go w 2008, 2013, 2018 i 2022 na XVI, XVII, XVIII i XIX kadencję. Z Demokratami Lewicy w 2007 przystąpił do nowo powołanej Partii Demokratycznej. W 2008 został rzecznikiem prasowym partii.
27 kwietnia 2013 kandydat na premiera Enrico Letta ogłosił jego nominację na urząd ministra środowiska. Funkcję tę objął następnego dnia. 22 lutego 2014 przeszedł na stanowisko ministra sprawiedliwości w gabinecie Matteo Renziego. Funkcję tę utrzymał również w utworzonym 12 grudnia 2016 rządzie Paola Gentiloniego. W kwietniu 2017 bez powodzenia ubiegał się o przywództwo w Partii Demokratycznej, otrzymując w prawyborach około 10% głosów. 1 czerwca 2018 zakończył pełnienie funkcji rządowej.
13 lutego 2021 powrócił do rządu, premier Mario Draghi powierzył mu stanowisko ministra pracy i polityki społecznej. Funkcję tę pełnił do października 2022. W 2024 z ramienia koalicji ugrupowań centrolewicowych bez powodzenia ubiegał się o urząd prezydenta Ligurii.